# Sagitta-Methode

Herleitung der Sagitta-Methode

Die Sagitta-Methode ermöglicht es, einen Kreisradius mithilfe eines Kreisausschnittes zu bestimmen. Das ist immer dann sinnvoll, wenn nicht das ganze Abbild eines Kreises zur Verfügung steht.
Bei der Sagitta-Methode werden zwei Punkte ({\displaystyle A} und {\displaystyle B}) einer Kreislinie {\displaystyle k} markiert und die Länge {\displaystyle l} der entstehenden Kreissehne {\displaystyle {\overline {AB}}} bestimmt. Anschließend wird am Mittelpunkt {\displaystyle L} der Sehne eine Senkrechte eingezeichnet und die Höhe  {\displaystyle h} des Kreissegments bestimmt. Der unbekannte Radius {\displaystyle r,} von Punkt {\displaystyle A} bis {\displaystyle M,} bildet mit der Differenz {\displaystyle r-h} und {\displaystyle l/2} ein rechtwinkliges Dreieck. Über den Satz des Pythagoras wird {\displaystyle r} aus den Messungen berechenbar:
{\displaystyle \left({\frac {l}{2}}\right)^{2}+(r-h)^{2}=r^{2}.}
Die Umformung
{\displaystyle r^{2}={\frac {l^{2}}{4}}+r^{2}-2rh+h^{2}}
und das Erweitern mit {\displaystyle -r^{2}} und {\displaystyle +2rh}
{\displaystyle 2rh={\frac {l^{2}}{4}}+h^{2},}
liefert nach nochmaligem Umformen:
{\displaystyle r={\frac {l^{2}}{8h}}+{\frac {h}{2}}.}
Historisch wurde die Höhe {\displaystyle h} des Kreissegments als Sagitta und der Abstand {\displaystyle r-h} der Sehne zum Kreismittelpunkt als Apothema bezeichnet.